# Bagolykávézó
A bagolykávézó (japánul: フクロウカフェ, fukuró kafé) egy különleges hely Japánban azok számára, akik a munka elől menekülnek. Egy helyiségből áll, ahol a baglyok ketreceikben alszanak, vagy egy-egy emberrel játszanak. Akárcsak a macskakávézóban, itt is lehet kávét, süteményeket fogyasztani.

## Üzletek
Egy éve (2013) nyílt meg az első bagolykávézó Japánban a Fukuró no Misze (Bagoly bolt-Tokió), majd a Tori no Iru Cafe (Kávézó madarakkal-Tokió) ezt a kettőt követte sok más, köztük a Fukuró Szabó (Bagoly teaház-Tokió), Owl Family (Bagoly család-Oszaka)és végül a Crew (Csapat-Oszaka).

## A bolt és a szabályok
Az üzletbe belépve mindenhonnan hatalmas szempárokat látni és huhogást hallani. Meglepő lehet, de a bagolykávézók rendkívül népszerűnek számítanak. A vendégek nem mehetnek be egyazon időben a kávézóba, mivel megijesztenék az állatokat, ezért tömött sorokban állnak a bolt előtt, így könnyen észrevehetőek ezek az üzletek. Hétvégente különösen zsúfolt, tehát érdemes korán felkelni, ha szeretnénk elfogyasztani egy kávét baglyok társaságában. Mielőtt a vendégek megkapnák a baglyokat a személyzet megkéri őket, hogy üljenek le és válasszanak a menüről. Rágcsálnivalók ingyenesen elérhetők, de minimum egy innivalót rendelni kell. Egy ital körülbelül 1000 Jen (2000 HUF), ami drágának tűnhet, de az ital mellé automatikusan kapunk egy baglyot. Mindössze néhány bagolykávézó található Japánban egyedi szabályokkal, amit a vendégeknek be kell tartani, de van néhány alap, ami minden kávézóban ugyanaz. Miután a vendégek megkapták az italokat, figyelmesen végig kell hallgatni az instruktort: tilos megérinteni a baglyokat, tilos a bagoly csemetékhez érni, tilos más baglyát tartani, tilos egyedül tartani a baglyot, tilos vakuzni, tilos felvételt készíteni engedély nélkül, tilos baglyot hazavinni, valamint nem szabad hangosan beszélni.

## A baglyok élete
A baglyok számára különleges erdő hatású díszítést csináltak. Állványokat amikre rárepülhetnek, zöld színek és "fák" mindenütt.
A baglyokat tisztán tartják, gondoskodnak az egészségükről és a kávézók tulajdonosai naponta 20 percet röptetik az állatokat. Ketrecekben viszonylag kevés időt töltenek köszönhetően a rengeteg betérő vendégnek.

## Hasonló üzletek
- Macskakávézó
- Cosplay étterem